# Oderquis Revé
Pour les articles homonymes, voir Revé.
Oderquis Revé est un musicien cubain né le 14 juillet 1949 dans un village[Lequel ?] de la province de Guantánamo, dans une fratrie où l’on pratiquait le changüí et la tumba francesa, il est influencé par son frère aîné Elio Revé. 
Il commence à jouer des tambours batás à l’âge de 17 ans avec Nicolas Angarica (père de Papo Angarica). 
En 1969, il devient « omo alañá », ce qui lui permet de jouer des tambours sacrés. 
Aujourd’hui, il en joue toujours et est devenu babalao c'est-à-dire « père du secret », devin, selon la tradition d’Ifá.
En 1973, il est diplômé de l’école supérieure Ignacio Cervantes. Pendant 28 ans, il fait partie de l’Orquesta Revé. 
Il enregistre aussi des disques avec Pablo Milanés ou Susana Baca. 
Après le décès accidentel d’Elio Revé en 1997, Oderquis fonde sa propre formation, La Orquesta Oderquis Revé, qui compte quelques anciens membres du charangón, reprend à sa manière le « nuevo changüí ». 
Les cuivres sont uniquement des trombones ; la sonorité est plus africaine que le charangón d’Elito. 
Oderquis met ainsi à l’honneur le changüí et les chants religieux populaires. 
Il se produit dans le monde entier et participe à de prestigieux festivals. 
Il est l’invité d’honneur de nombreux événements culturels.